# Hoeve Rome
Hoeve Rome, voorheen ook Romerhof, is een van oorsprong vermoedelijk achttiende-eeuwse hoeve in het noordoosten van de Nederlandse gemeente Maastricht. De hoeve ligt aan de Judeaweg/Carmelstraat, ten noorden van de dorpskern van Limmel in de wijk Maastricht-Oost. In de omgeving stroomt de Kanjelbeek. Het huidige gebouw dateert grotendeels uit 1898 en is een gemeentelijk monument. De hoeve herbergt diverse buurtfuncties, waaronder een kinderboerderij. Hoeve Rome is, samen met de nabije kastelen Jerusalem en Bethlehem, onderdeel van de landgoederenzone Buitengoed Geul & Maas.

## Geschiedenis
Over de ontstaansgeschiedenis van Hoeve Rome is weinig bekend. De hoeve is vermoedelijk afgebeeld op Franse militaire kaarten van 1748, maar er staat geen naam bij vermeld. De naamloze hoeve zou in deze periode een pachthoeve zijn geweest van het nabije kasteel Jerusalem, dat vermoedelijk uit de vroege zestiende eeuw dateert.

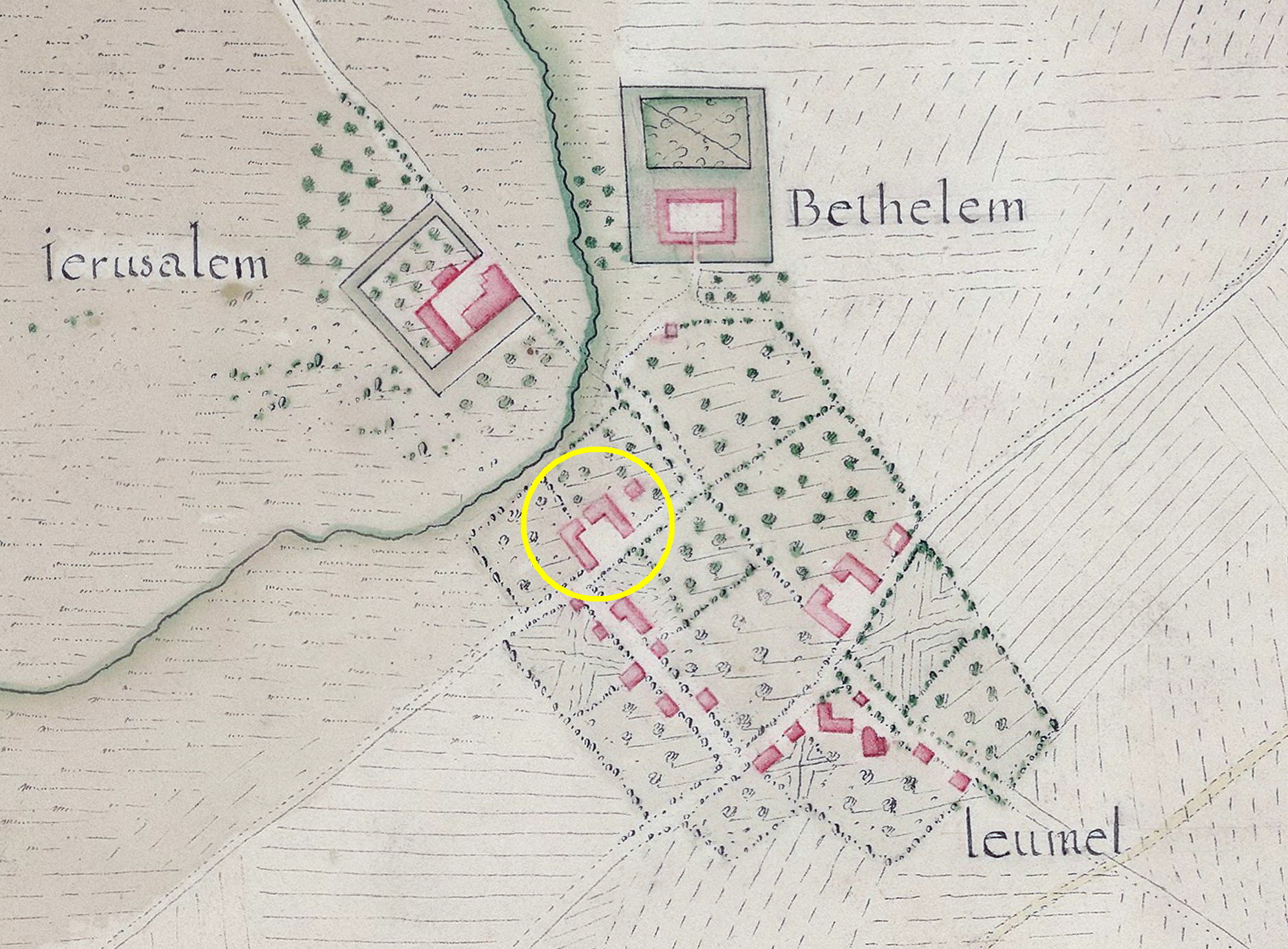
Detail van een Franse kaart uit 1748 met Limmel ("Leumel") en de kastelen Jerusalem en Bethlehem. In de gele cirkel hoeve Rome. NB: de kaart is een kwart slag gedraaid; het noorden ligt links

Op de kadasterkaart van de gemeente Meerssen van 1813-1830 wordt de hoeve voor het eerst met name vermeld ("Rome"). Uit de vrij gedetailleerde weergave valt op te maken dat de vorm van het gebouwencomplex niet is veranderd: een pseudo-vierkantshoeve, waarvan de oostelijke vleugel los van de rest van het gebouw ligt. De toegang tot de binnenplaats lag precies in de as van de Emmausstraat, toen Groeneweg geheten. De hoeve was in deze tijd in bezit van de familie Regout. Mogelijk hebben zij de naam 'Rome' bedacht, naar analogie van de nabije landgoederen Jerusalem en Bethlehem, en de hoeve Nazareth.
In 1812, nog tijdens het Franse bewind, kocht Petrus Leonardus Dominicus Regout (1765-1814) de hoeve met twaalf hectare land van een onbekende verkoper, mogelijk Jean-Frédéric de Crassier, de toenmalige eigenaar van kasteel Jerusalem. De koper Petrus Regout was de vader van de bekende entrepreneurs Petrus (I) en Thomas Regout. Vermoedelijk gebruikte hij het goed als buitenplaats voor zijn gezin. Na zijn dood werd het bezit uitgebreid door zijn weduwe Maria Gertrudis Regout-Nijsten (1766-1835). Hun derde zoon, de ondernemer Thomas Regout (1805-1862), erfde het in 1835. Volgens de interactieve HisGIS-kaart van 1842 strekte het goed zich toen uit tot aan de Kanjelbeek, die de grens vormde met het landgoed Jerusalem, eigendom van de weduwe van baron Frederic de Crassier. Thomas' oudste zoon Theophile Regout (1839-1890) werd in 1862 eigenaar van het goed, maar in 1869 werd het, samen met het woonhuis en de spijkerfabriek aan de Markt/Gubbelstraat, openbaar verkocht. De reden voor de mogelijk gedwongen verkoop lag waarschijnlijk in de slechte financiële positie waarin het familiebedrijf op dat moment verkeerde, de door Thomas Regout groot gemaakte spijkerfabriek, later de N.V. Maastrichtsche Spijker- en Draadnagelfabriek v/h Thomas Regout & Co. Een jaar na de verkoop van Rome nam Theophiles neef en schoonbroer Eugène Regout (1831-1908) het bedrijf over en bracht het opnieuw tot bloei.
Koper van hoeve Rome was in 1869 baron Willem Lodewijck Dominique Joseph de Crassier (1804-1880), gehuwd met jkvr. Julie Marie Louise Kerens (1835-1911). De tot Belg genaturaliseerde De Crassier betaalde 34.100 gulden voor de buitenplaats. Hij zou het zijn geweest die de naam Romerhof introduceerde. In 1898 werd de hoeve door brand verwoest. Het complex werd kort daarop door zijn weduwe herbouwd en werd daarna weer aangeduid als hoeve Rome. Na de dood van de weduwe De Crassier-Kerens in 1911 erfde haar dochter Godefride barones de Crassier (1869-1945) de hoeve. Zij was gehuwd met de Luikenaar Gaston du Puis du Pont de Sains (1869-1911). De laatste privé-eigenaren van hoeve Rome waren vanaf 1926 Marie Louise du Puis du Pont de Sains (1894-1975) en haar echtgenoot Jean Joseph Ghislain Ernest de Caux (1881-1961). Wie de pachters in deze periode waren is niet met zekerheid bekend, mogelijk een familie Van de Berg. In de tweede helft van de twintigste eeuw was dat de familie Vrancken. Op 28 september 1959 brak er opnieuw brand uit, waarbij de grote schuur (de vrijstaande rechtervleugel) werd verwoest. Bij het herstel werd het pannendak vervangen door asbest golfplaten. Omstreeks 1960 was de nieuwbouw van Limmel opgerukt tot aan hoeve Rome. De voorheen landelijk ogende Judeaweg, Carmelstraat en Emmausstraat werden gewone stadsstraten. Aan de westzijde kwam het industrieterrein Beatrixhaven steeds dichterbij. Aan de noordzijde verrees in 1971-1972 de hoogbouw van gevangenis Overmaze, later Penitentiaire Inrichting Limburg Zuid. Aan de oostzijde, ten slotte, breidde de Hogere Hotelschool uit tot aan de Jeruzalemweg. Daarmee was een einde gekomen aan de landelijke ligging van hoeve Rome.
In 1975 werd de gemeente Maastricht eigenaar van de hoeve, waarbij de familie Vrancken aanvankelijk pachter bleef. Tot 1980 voerden zij er een gemengd bedrijf. Van 1980 tot 1986 stond het gebouw leeg. In 1986 werden, op aandringen van de Buurtraad Limmel, verschillende buurtfuncties in het woongedeelte (de zuidvleugel) ondergebracht. Een deel van het woonhuis werd gebruikt door de Dierenambulance Limburg Zuid. De stallen van het complex (west- en noordvleugel) waren van 1986 tot 2017 in gebruik door voetbalvereniging RKVCL. Aan de noordzijde van de hoeve beschikte deze vereniging vanaf 1986 over het Sportpark Hoeve Rome, met twee voetbalvelden, een oefenveld en een parkeerterrein. De grote schuur (oostvleugel) was aanvankelijk in gebruik als opslagplaats en reparatiewerkplaats van machines voor het onderhoud van sportvelden door Sportstichting Maastricht, vanaf 1988 onderdeel van de Dienst Publieke Werken. Vanaf 1990 was de schuur eveneens beschikbaar voor buurtfuncties. Een deel is in gebruik door de Kinderboerderij Limmel, een initiatief van de Buurtraad Limmel en sinds 2014 een zelfstandige stichting, die voornamelijk met vrijwilligers werkt. De kinderboerderij maakt tevens gebruik van het L-vormige perceel op de hoek van de Judeaweg en de Jeruzalemweg, waar onder andere een speeltoestel is geplaatst. De open aanbouw aan de oostzijde van de schuur werd verbouwd tot verblijfsruimte met horecaterras ten behoeve van de kinderboerderij.
In 2005 kregen de gebruikers van het woongedeelte van de gemeente Maastricht te horen dat het gebouw na inspectie onveilig was gebleken en dat men moest omzien naar vervangende ruimte. In 2017 werd de voetbalclub RKVCL opgeheven, onder andere door een sterk verminderd ledental, maar ook doordat de gemeente het sportpark wilde sluiten. Hierdoor kwamen ook de stallen leeg te staan. Op de sportterreinen achter de hoeve zijn waterbuffers aangelegd. De hoeve, met uitzondering van de schuur, werd vanaf 2017 als leegstaand object beheerd. Een plan om de hoeve een maatschappelijke functie te geven, bleek in 2020 financieel onhaalbaar. Ook keerden vertegenwoordigers van de buurt zich tegen een mogelijk opvangcentrum voor zwerfjongeren. In 2023 verkocht de gemeente een deel van de hoeve aan een particulier, die er een hondentrimsalon en mogelijk een hondenopvangcentrum wil vestigen. Het gaat daarbij om het woongedeelte en de stallen, die eerder aan RKVCL verhuurd waren. De grote schuur, waar behalve de kinderboerderij ook andere verenigingen en organisaties zijn gevestigd, blijft eigendom van de gemeente.

## Beschrijving
Hoeve Rome is een vierkantshoeve uit 1898, gelegen aan de noordzijde van de Judeaweg en de in het verlengde daarvan liggende Carmelstraat in Limmel. De hoeve heeft een oudere voorganger, die exact dezelfde plattegrond had. Het is waarschijnlijk dat de verbouwing/herbouw van 1898 vooral betrekking had tot de buitenmuren en dat er intern nog oorspronkelijke elementen aanwezig zijn, zoals kelders, balklagen en kapconstructies. Het gebouw bestaat uit vier vleugels rondom een binnenplaats. Parallel aan de straat (hier Carmelstraat geheten) ligt het woonhuis, bestaande uit twee delen. Gescheiden van het woongedeelte ligt, met de kopse kant aan de straat (hier de Judeaweg), een grote schuur. De westelijke en noordelijke vleugel van het carré worden gevormd door een L-vormig stallencomplex. Alle bouwdelen zijn opgetrokken in rode baksteen. De daken zijn gedekt met Hollandse dakpannen; het dak van de schuur met golfplaten.

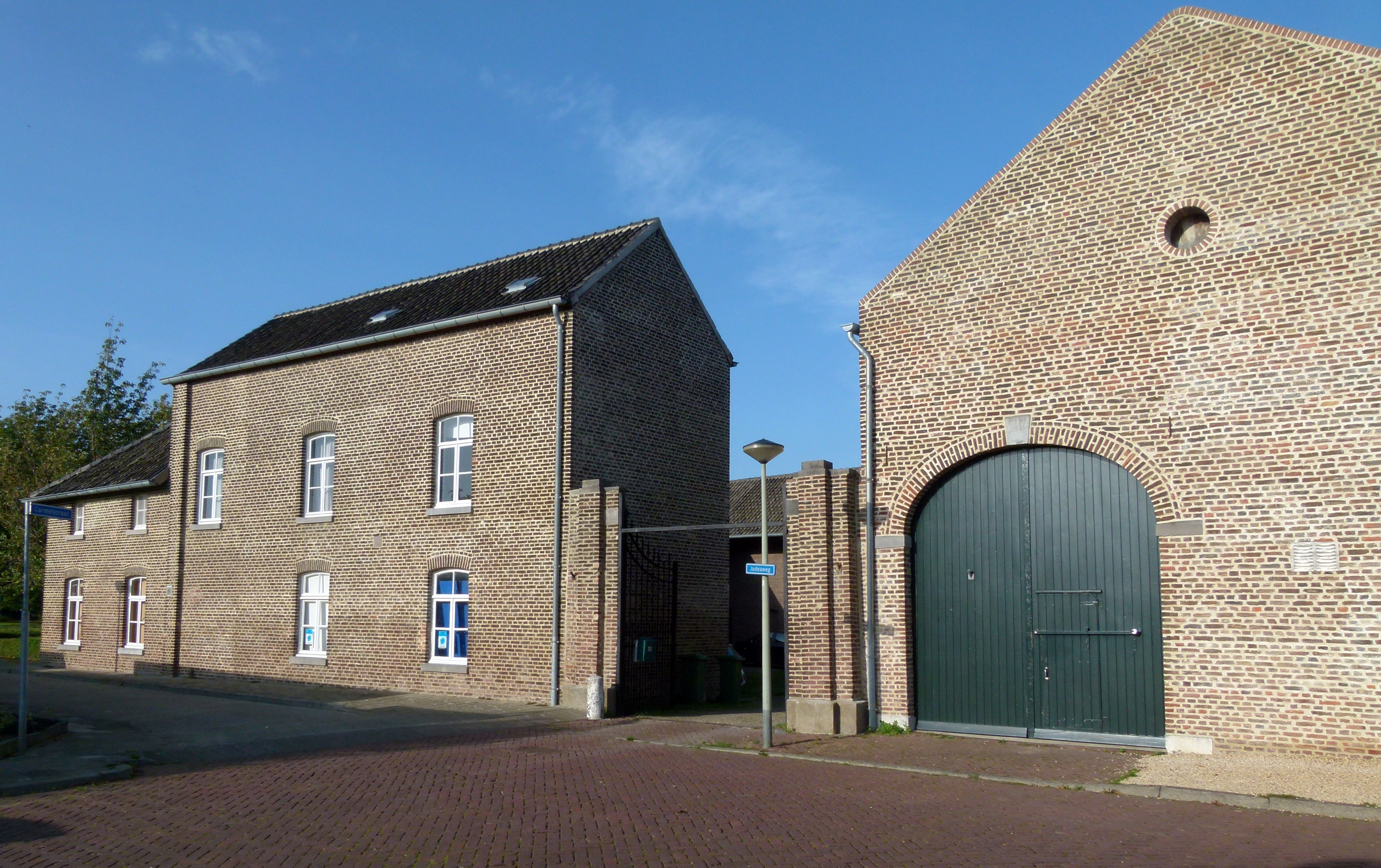
Hoeve Rome, zuidgevel. Van links naar rechts: knechtenhuis, woonhuis en schuur

Het woonhuis bestaat uit twee bouwlagen en heeft een zadeldak parallel aan de straat. De toegang bevindt zich aan de binnenplaats. De voorgevel is vrijwel onversierd. Aan de linkerkant bevindt zich een gemetselde hoekliseen en boven de vensters gemetselde segmentbogige rollagen. De vensters hebben hardstenen dorpels. Ongeveer in het midden van de gevel is tussen de vensters van de begane grond en eerste verdieping een hardstenen gevelsteen aangebracht met de inscriptie: "de Cr. K. 1898", verwijzend naar de opdrachtgeefster, de weduwe De Crassier-Kerens, en het bouwjaar. Links van het eigenlijke woonhuis bevindt zich een lager bouwdeel, het zogenaamde 'knechtenhuis', waarin voorheen de boerenknechten woonden. Dit bouwdeel heeft eveneens twee bouwlagen en een schilddak.
Rechts van het woonhuis is de poortdoorgang naar de binnenplaats. De gemetselde hekpijlers hebben hardstenen afdekplaten. Op foto's uit de jaren 1950 is te zien dat er toen siervazen op de hekpijlers stonden. Rechts van het hek staat de grote schuur, een langgerekt bouwvolume dat haaks op de straat is gepositioneerd. Hoog in de puntgevel bevindt zich een klein oculusvenster. De voorgevel heeft aan de linkerkant een grote, segmentbogige poortopening met hardstenen aanzet- en sluitstenen. De dubbele houten poortdeuren met binnendeur zijn vermoedelijk nog oorspronkelijk. In de achtergevel van de schuur bevindt zich een tweede poort met een geheel hardstenen poortomlijsting. Deze vormt waarschijnlijk een restant van een oudere bouwfase, zoals ook de hardstenen vensteromlijsting van een dichtgemetseld venster in de westgevel, en enkele andere bouwsporen. Aan de oostzijde van de schuur bevindt zich een latere aanbouw met een lessenaarsdak, nu onderdeel van de kinderboerderij.
De stalvleugel heeft een L-vormig grondplan. Tegen de westgevel is een eenlaagse aanbouw met lessenaarsdak gebouwd. In de achtergevel bevinden zich zes staldeuren. Aan de binnenplaats hebben beide stalgevels halfronde stalvensters en rondbogige staldeuren met gemetselde rollagen. Daarboven bevinden zich hooiluiken, waarvan de getoogde, hardstenen omlijstingen met sluitsteen lijken te zijn hergebruikt van een ouder, vermoedelijk achttiende-eeuws bouwwerk.